# Прелуки (пам'ятка природи)
Прелуки — ботанічна пам'ятка природи місцевого значення. Об'єкт розташований на території Надвінянського району Івано-Франківської області, Зеленське лісництво, квартал 4, виділ 20.
Площа — 5,0000 га, статус отриманий у 1972 році.